# Jamides parasaturata
Jamides parasaturata är en fjärilsart som beskrevs av Hans Fruhstorfer 1916. Jamides parasaturata ingår i släktet Jamides och familjen juvelvingar. Inga underarter finns listade i Catalogue of Life.